# Asse-ter-Heide
Asse-ter-Heide (ook: Terheide) is een dorp in de Vlaams-Brabantse gemeente Asse.

## Geschiedenis
Asse-ter-Heide ontstond vanaf de 14e eeuw als ontginningsnederzetting die werd gestimuleerd door de Hertog van Brabant. Het werd aldus een der belangrijkste gehuchten van Asse. In 1761 was er al een Sint-Hubertuskapel waar op zondag een Mis werd opgedragen. In 1864 werd Asse-ter-Heide een zelfstandige parochie.
Ook verbleven hier de Zusters van de Heilige Vincentius a Paulo en een meisjesschool, welke werden opgericht in 1884 en 1887.

## Bezienswaardigheden
- De Sint-Hubertuskerk
- De Molen van Terheide

## Natuur en landschap
Asse-ter-Heide ligt in een heuvelachtig landschap. Het hoogste punt is 82 meter. In de nabijheid ligt het Kravaalbos. De dorpskern wordt doorsneden door de N9.

## Nabijgelegen kernen
Krokegem, Hekelgem, Meldert